# Fuchiba similis
Fuchiba similis là một loài nhện trong họ Trachelidae.
Loài này thuộc chi Fuchiba. Fuchiba similis được miêu tả năm 2008 bởi Haddad & Lyle.